# Karin Knorr Cetina
Pour les articles homonymes, voir Knorr (homonymie).
Karin Knorr Cetina, née le 19 juillet 1944 à Graz en Autriche, est une sociologue autrichienne connue pour ses travaux d'inspiration socio-constructiviste sur la « fabrication » de la connaissance.

## Biographie
Karin Knorr-Cetina étudie à l' Université de Vienne où elle obtient son doctorat en "anthropologie culturelle" (avec une mineur en sociologie) en 1971. Elle se tourne ensuite vers la sociologie, la jugeant plus centrée sur les phénomènes sociaux contemporains que l'anthropologie culturelle. Elle obtient aussi un diplôme post-doctoral en sociologie et devient Professeure d'Anthropologie à l'Université de Vienne de 1972 à 1976. De 1976 à 1977, Knorr-Cetina reçoit une bourse par la Fondation Ford pour étudier à l'université Berkeley en Californie. Elle travaille ainsi dans le même domaine au même moment que les sociologues Bruno Latour et Steven Woolgar et leurs "études de laboratoire" dans la fin des années 1970. Elle obtient aussi son Habilitation en Sociologie à l'Université de Bielefeld en 1981, où elle devient Professeure de Sociologie de 1983 à 2001.

## Travaux
Ses recherches portent sur l'épistémologie et le constructivisme. Elle a en particulier développé le concept de cultures épistémiques. Plus récemment, elle s'est intéressée au « Social studies of finance ». Elle fait partie avec Bruno Latour et Steve Woolgar des auteurs les plus influents des « Social Studies of Science » ou sociologie des sciences.
Son travail pendant les années où elle est Professeure à l'Université de Bielefeld donne son livre largement cité: Epistemic Cultures: How the Sciences Make Knowledge, publié en 1999.
Les travaux de Knorr-Cetina pour comprendre comment la technologie influe la société mènent à l’article "Sociality with objects: Social relations in postsocial knowledge societies"(1997).
Karin Knorr est professeure de théorie sociologique à l'université de Constance et est professeure invitée à l'université de Chicago.
Knorr Cetina, par rapport aux autres anthropologues, soutient l'idée qu'il existe plusieurs façons de faire de la science.